# Double Oak, Texas
Double Oak là một thị trấn thuộc quận Denton, tiểu bang Texas, Hoa Kỳ. Năm 2010, dân số của thị trấn này là 2867 người.

## Dân số
- Dân số năm 2000: 2179 người.
- Dân số năm 2010: 2867 người.